# Félicité de La Mennais
Félicité Robert de La Mennais (Saint-Malo, 19 giugno 1782 – Parigi, 27 febbraio 1854) è stato un presbitero, teologo e filosofo francese.
Inizialmente seguace degli ideali tradizionalisti e controrivoluzionari del pensiero cattolico ottocentesco, si convertì ad un cattolicesimo estremamente liberale e progressista, rifiutando di sottomettersi alle esplicite condanne della Chiesa.

## Biografia
Quarto dei sei figli di Pierre-Louis Robert La Mennais, imprenditore e armatore divenuto nobile proprio alla fine della monarchia, rimase orfano di madre nel 1787 e il padre affidò l'educazione dei figli allo zio materno Denys-François Robert de Sandrais, che li ospitò nella sua casa di La Chesnaie, immersa nei boschi e negli stagni della provincia di Dinan.
Ragazzo vivace e irrequieto, si dice che per punizione Félicité venisse spesso chiuso dallo zio in biblioteca: è certo che egli finì con il provare interesse per quei libri, molti dei quali erano moderne opere di filosofi materialisti e illuministi, e si appassionò a Rousseau; non sorprende allora che egli, cresciuto in una famiglia cattolica, abbia fatto la prima comunione soltanto a ventidue anni, nel 1804. Conobbe anche i classici che si trovavano nelle biblioteche di tutte le famiglie di un certo livello culturale - Platone, Tacito, Cicerone, Pascal, Malebranche – e nel complesso si fece un'istruzione piuttosto ampia anche se, come avviene agli autodidatti, un po' disordinata.
Il fratello maggiore Jean-Marie si fece prete e con lui Félicité scrisse e pubblicò nel 1808 le Réflexions sur l'état de l'Église en France pendant le XVIIIe siècle et sur sa situation actuelle. L'anno dopo, spinto dal fratello, fece il primo passo verso l'ordinazione sacerdotale, ricevendo la tonsura; pubblicò ancora nel 1814 la Tradition de l'institution des évêques en France e un libello polemico contro l'istituzione universitaria dell'Impero, così che l'anno dopo, al ritorno dell'imperatore dall'isola d'Elba, fuggì in Inghilterra, temendo le ritorsioni del nuovo regime napoleonico. Tornato in Francia all'indomani di Waterloo, le sollecitazioni del fratello e del padre spirituale, l'abate Caron, lo spinsero, pur riluttante, a compiere il passo dell'ordinazione, che ricevette a Vannes il 9 marzo 1816.
Anche se non manifestava una grande vocazione, vedeva in ciò un'opportunità per conseguire notorietà nell'ambito della letteratura. Tradusse l'Imitazione di Cristo di Tommaso da Kempis. Tra il 1817 e il 1823 pubblicò il Saggio sulla indifferenza in materia di religione, in cui assumeva posizioni vicine a quelle dell'Ultramontanismo. I cattolici scoprirono un polemista in grado di controbattere agli illuministi e ai volterriani. Lamennais accusa il filosofo individualista di essere anormale, poiché vive separato dalla società umana e in modo contrario al senso comune, che per Lamennais è l'unico criterio valido. Il Cristianesimo è per lui il culmine di tutti i concetti morali e spirituali dell'umanità.
Lamennais fondò la Congregazione di San Pietro con l'obiettivo di dare alla Francia un clero colto, capace di rispondere efficacemente agli attacchi dei filosofi e degli increduli. In questo periodo collaborò con diversi periodici cattolici e conservatori. Si mostrò favorevole alla divisione tra Chiesa e Stato, e perciò contrario al gallicanesimo.
Le sue idee lo portarono però ad appoggiare la causa dell'indipendenza belga e irlandese, nazioni fortemente cattoliche. Lamennais appariva come un sorta di rivoluzionario esaltato con grande seguito presso i cattolici liberali di Francia, Belgio, Irlanda e Polonia che spinse alla sfiducia verso la gerarchia.
Dopo la rivoluzione del luglio 1830 fondò e diresse il giornale L'Avenir, nel quale sostenne la libertà di coscienza, d'insegnamento, di stampa, di associazione, l'estensione del diritto elettorale e la rivendicazione delle autonomie provinciali e comunali. Al giornale collaborarono Jean-Baptiste Henri Lacordaire e Charles de Montalembert. Avversato dal governo e dai vescovi, il 15 novembre 1831 Lamennais sospese la pubblicazione del quotidiano.

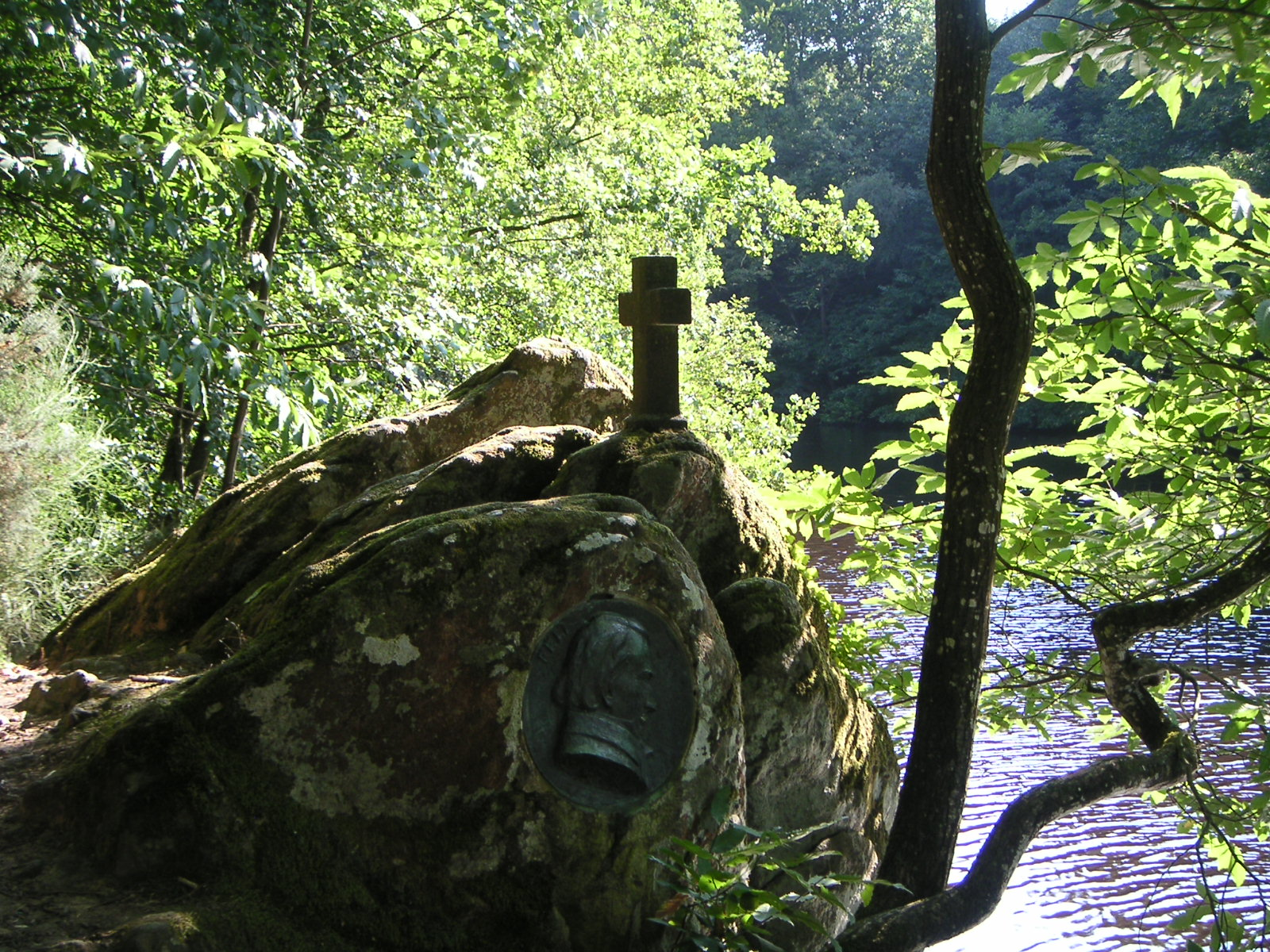
Ricordo di Lamennais a Saint-Pierre-de-Plesguen

Nel novembre 1831 La Mennais, Lacordaire e Montalambert viaggiarono a Roma per incontrare Papa Gregorio XVI, nella speranza di ottenere il suo appoggio alle loro idee; l'iniziativa fu condannata dall'Arcivescovo di Parigi Hyacinthe-Louis de Quélen, che avvisò La Mennais di quanto irrealistico fosse il suo scopo e gli fece notare che egli era visto in Vaticano come un demagogo e un sostenitore della Rivoluzione. Nonostante l'opposizione della Curia romana, i tre ottennero di essere ricevuti in udienza, a patto di non parlare delle loro idee politiche al Papa. L'incontro avvenne in un clima cordiale, ma nei giorni successivi il Cardinal Pacca consigliò loro di fare ritorno in Francia, in attesa della risposta della Santa Sede, cosa che Lacordaire e Montalambert fecero prontamente, mentre La Mennais decise di restare a Roma. L'enciclica Cum primum del giugno 1832, con coi il Papa condannò fermamente la rivolta di novembre in Polonia dell'anno precedente spense però le speranze del sacerdote francese, che lasciò Roma alla volta di Monaco di Baviera.
Nei due mesi successivi crebbero le pressioni del cancelliere Metternich e del governo francese sul Pontefice per un'esplicita condanna delle idee cattolico-liberali. Nell'agosto 1832 Gregorio XVI promulgò l'enciclica Mirari vos, con la quale condannò fermamente il liberalismo e le idee della Rivoluzione francese; all'enciclica seguì una nuova lettera del Cardinal Pacca a La Mennais, Lacordaire e Montalambert, in cui il prelato comuncò chiaramente che il papa intendeva colpire con l'enciclica la linea di pensiero dell'Avenir. Il giornale venne pertanto chiuso.
Ritiratosi a Saint-Malo, La Mennais rifiutò di sottomettersi all'autorità della Santa Sede e nel dicembre 1833 chiese e ottenne di essere dimesso dallo stato clericale. Nel 1834 pubblicò Parole di un credente, in cui attaccò l'uso della forza e contestò il papa, ritenendolo un rinnegato. Questo libro segnò la sua rottura con la Chiesa: Gregorio XVI condannò apertamente il libro nell'enciclica Singulari Nos e l'influenza di La Mennais nel dibattito intellettuale e politico cattolico diminuì progressivamente; i suoi numerosi seguaci non parevano disposti ad abbandonare la Chiesa per seguire un apostata.
Il 9 aprile 1835, i suoi amici Fleury, Arago e Liszt gli presentarono George Sand, il cui salotto era divenuto un autentico cenacolo repubblicano. Lamennais le fu molto unito, pur rifiutando le sue idee sulla libertà sociale e il divorzio, e sarà lei a introdurlo, insieme a Michel de Bourges, al Socialismo. George Sand arriverà a dirgli: « L'annoveriamo tra i nostri santi [...] lei è il padre della nostra nuova Chiesa ».
Nel 1837, pubblicò il Libro del Popolo, un autentico libro di battaglia. Continuò ad appoggiare le lotte popolari, e nel 1841, per aver attaccato il governo del re Luigi Filippo, fu condannato a un anno di carcere. Tra il 1841 e il 1846 scrisse Abbozzo di una filosofia, nel quale sviluppa il suo concetto di Cristianesimo senza Chiesa, capace di riunire le masse per condurle al progresso attraverso la carità.
Nel 1848 fu eletto deputato all'Assemblea Costituente e dopo il colpo di Stato del 2 dicembre 1851 si ritirò nelle sue proprietà in Bretagna.

## Opere
- Saggio sull'indifferenza in materia di religione, 4 voll., 1817 - 1823
- La religione considerata nei rapporti con l'ordine politico e civile, 1825 - 1826
- Parole di un credente, 1834
- Il libro del popolo, 1838
- Della moderna schiavitù, 1840
- Abbozzo di una filosofia, 4 voll., 1840 - 1846